# Litla Bukkøy
Litla Bukkøy est une île norvégienne du comté de Hordaland appartenant administrativement à Bømlo.

## Description
Rocheuse et couverte d'arbres, à fleur d'eau, elle s'étend sur environ 246 m de longueur pour une largeur approximative de 148 m. 